# 鶴忠博
鶴 忠博（つる ただひろ、1956年11月5日 - ）は、鹿児島県奄美大島出身の俳優。身長は165cm、体重は70kg、靴サイズ25.5cm、血液型はA型である。趣味は読書/競馬/toto、特技は格闘技全般、指パッチン、相撲。合同会社現代所属。AUN劇団員。

## 出演歴

### テレビ

#### NHK
- 連続テレビ小説　ちゅらさん2
- 大河ドラマ 義経 － 法師 役
- 金曜時代劇 秘太刀 馬の骨
- 土曜時代劇 桂ちづる診察日録

#### TBS系列
- ドラマ30 銭湯の娘!?

#### テレビ朝日
- スーパー戦隊シリーズ
  - 爆竜戦隊アバレンジャー 第7話 - トラック運転手
  - 特捜戦隊デカレンジャー 第5話 - ラーメン屋台の主人

#### テレビ東京系列
- いちばん暗いのは夜明け前

### 映画
- サムライガール2
- アダン〜孤高の日本画家・田中一村〜

### 舞台

#### レクラム舎
- ぐう・ちょき・ぱあ
- チャスラフスカの犬
- 竹取物語
- ヤマト火の鳥
- 友情・ある半チョッパリとの45年

#### R+1
- 水の村幻想奇譚
- 人類館
- 横恋ぼうず走り雨

#### 劇団AUN
- リチャード三世 － 皇太子エドワード 役
- 冬物語 － 老羊飼い/牢番 役
- リア王 － 阿呆/従者 役
- マクベス － 赤褌の入道男/シートン 役
- 夏の夜の夢 － ボトム 役

#### その他
- 太陽の子どもたち（劇団影ぼうし）
- 火男の火（東京壱組）
- カッコーの巣の上を（ワークスサンシャイン劇場）
- 巫女舞ッ（NPOハヌルハウス）
- オセロ
- 〜カッコーの巣の上を〜（ウッドブロック）－ マーティニ 役
- アントニーとクレオパトラ（東京シェイクスピア・カンパニー）
- 荒木町ラプソディー[1]

### その他
- Just do it!